# Gradsko
Gradsko (en macédonien : Градско ) est une commune du centre de la Macédoine du Nord. Elle comptait 3 233 habitants en 2021 et s'étend sur 236,19 km2. Elle est traversée par le fleuve Vardar et l'autoroute qui relie Skopje à Thessalonique. Elle est connue pour les ruines de la ville antique de Stobi.
Son territoire est limitrophe de ceux des communes de Veles, Lozovo, Štip, Čaška et Rosoman. Elle compte plusieurs villages : Gradsko, où se trouve le siège administratif, Vinitchani, Vodovrati, Gorno Tchitchevo, Grntchichté, Dvorichté, Dolno Tchitchevo, Zgropoltsi, Kotchilari, Kouridéré, Nogaevtsi, Podles, Sveḱani, Skatchintsi, Oubogo et Oulantsi.

## Démographie
Lors du recensement de 2002, la commune comptait :
- Macédoniens : 2 924 (77,77 %)
- Bosniaques : 465 (12,37 %)
- Roms : 127 (3,38 %)
- Albanais : 125 (3,32 %)
- Turcs : 71 (1,89 %)
- Serbes : 23 (0,61 %)
- Autres : 25 (0,66 %)